# (3432) Kobuchizawa
(3432) Kobuchizawa est un astéroïde de la ceinture principale.

## Description
(3432) Kobuchizawa est un astéroïde de la ceinture principale. Il fut découvert le 7 mars 1986 à Kobuchizawa par Masaru Inoue, Osamu Muramatsu et Takeshi Urata. Il présente une orbite caractérisée par un demi-grand axe de 3,18 UA, une excentricité de 0,26 et une inclinaison de 13,0° par rapport à l'écliptique.

## Compléments